# ガワー郡区 (アイオワ州シーダー郡)
ガワー郡区は、アメリカ合衆国、アイオワ州、シーダー郡にある17の郡区の一つである。2000年の国勢調査で、人口は528人だった。

## 地理
ガワー郡区は、平方キロメートル（平方マイル)で、組み込まれた自治体(incorporated settlements)はない。
アメリカ地質調査所によると、この郡区はHoney GroveとHowardとSaint Josephsの3つの霊園が含まれる。